# Karl Seiringer
Karl Seiringer (* 10. Dezember 1897 in Gaspoltshofen; † 4. März 1963 in Wels) war ein österreichischer Politiker (ÖVP) und Landwirt. Er war von 1955 bis 1962 Abgeordneter zum Österreichischen Nationalrat.

## Leben
Karl Seiringer besuchte nach der Volksschule die landwirtschaftliche Winterschule in Schlierbach und war ab 1931 beruflich als Landwirt tätig.

## Politik
Seiringer wurde 1922 Mitglied des Gemeindeausschusses von Gaspoltshofen und fungierte zwischen 1931 und 1938 als Obmann des Bauernbundes Gaspoltshofen. Er war ab 1932 Vorstandsmitglied der Raiffeisenkasse Gaspoltshofen und von 1936 bis 1938 Bezirksobmann des Bauernbundes von Haag am Hausruck. Nach dem Zweiten Weltkrieg war er von 1945 bis 1949 erneut Bauernbundobmann in Gaspoltshofen und von 1945 bis 1960 Bezirksobmann des Bauernbundes. Er wurde 1945 Obmann der Raiffeisenkasse Gaspoltshofen und 1953 Obmann des Braunviehzuchtverbandes. 1955 zog er in den Aufsichtsrat der Raiffeisenzentralkasse für Oberösterreich und wurde 1955 Vorstandsmitglied des Bauernbundes Oberösterreich. Er vertrat die ÖVP vom 22. Dezember 1955 bis zum 14. Dezember 1962 im Nationalrat und war von 1945 bis Oktober 1949 Bürgermeister von Gaspoltshofen, nachdem er bereits ab 1932 als Vizebürgermeister gewirkt hatte.